# Trawestacja (muzyka)
Trawestacja – w muzyce jest to jedna z odmian parodii. Polegała na przeróbce utworu muzyki poważnej na utwór o charakterze rozrywkowym. Np. The Exception – V Symfonia Ludwig van Beethoven, Koncert Brandenburski – Jan Sebastian Bach (na polymoogu).